# Potenziale di apparizione
In spettrometria di massa il potenziale di apparizione (o energia di apparizione) è l'energia minima necessaria perché si formi un determinato frammento ionico in quantità rivelabile. È quindi uguale all'energia di legame del o dei legami che devono essere rotti più il potenziale di ionizzazione del frammento che ci interessa.